# Илийский ботанический сад
Илийский ботанический сад находится в ущелье Ушжарма неподалёку от села Баканас Алматинской области Казахстана.
Общая площадь территории составляет 91 га, площадь насаждений — 70,4 га. Сад разделён на 35 участков.
Илийский ботанический сад основан в 1966 году. Его открытию предшествовало создание в 1946 году Илийской комплексной базы Академии наук Казахской ССР (ныне Национальная академия наук Казахстана). Основная цель запланированных работ — изучение полупустынных и пустынных ландшафтов в окрестностях озера Балхаш.
В саду произрастают пищевые, лекарственные и декоративные растения. Для разведения было отобрано более 2000 видов растений, среди которых 140 видов деревьев и кустарников (в том числе 90 видов плодовых растений и 24 вида хвойных), 230 декоративных растений, а также злаки, бобовые, кормовые растения. Детальному исследованию подвергался жизненный цикл таких сортов садовых растений, как капуста Слава, помидоры Бизон и Эрлиана, огурцы Вязниковские, морковь Шантанэ, арбуз Король Кубы, дыня Бухарская, в условиях резко континентального климата. Ботанический сад активно поставляет на продажу саженцы яблони, груши, туи, сосны, хеномелеса, розы.
В настоящее время Илийский ботанический сад управляется Институтом ботаники и фитоинтродукции Министерства образования и науки Казахстана. Учреждение входит в список особо охраняемых природных территорий республиканского значения. Нынешний руководитель учреждения — Серик Исабаев.
В 2011 году МОН РК профинансировало капитальный ремонт Главного (Алматинского), Жезказганского и Илийского ботанических садов.

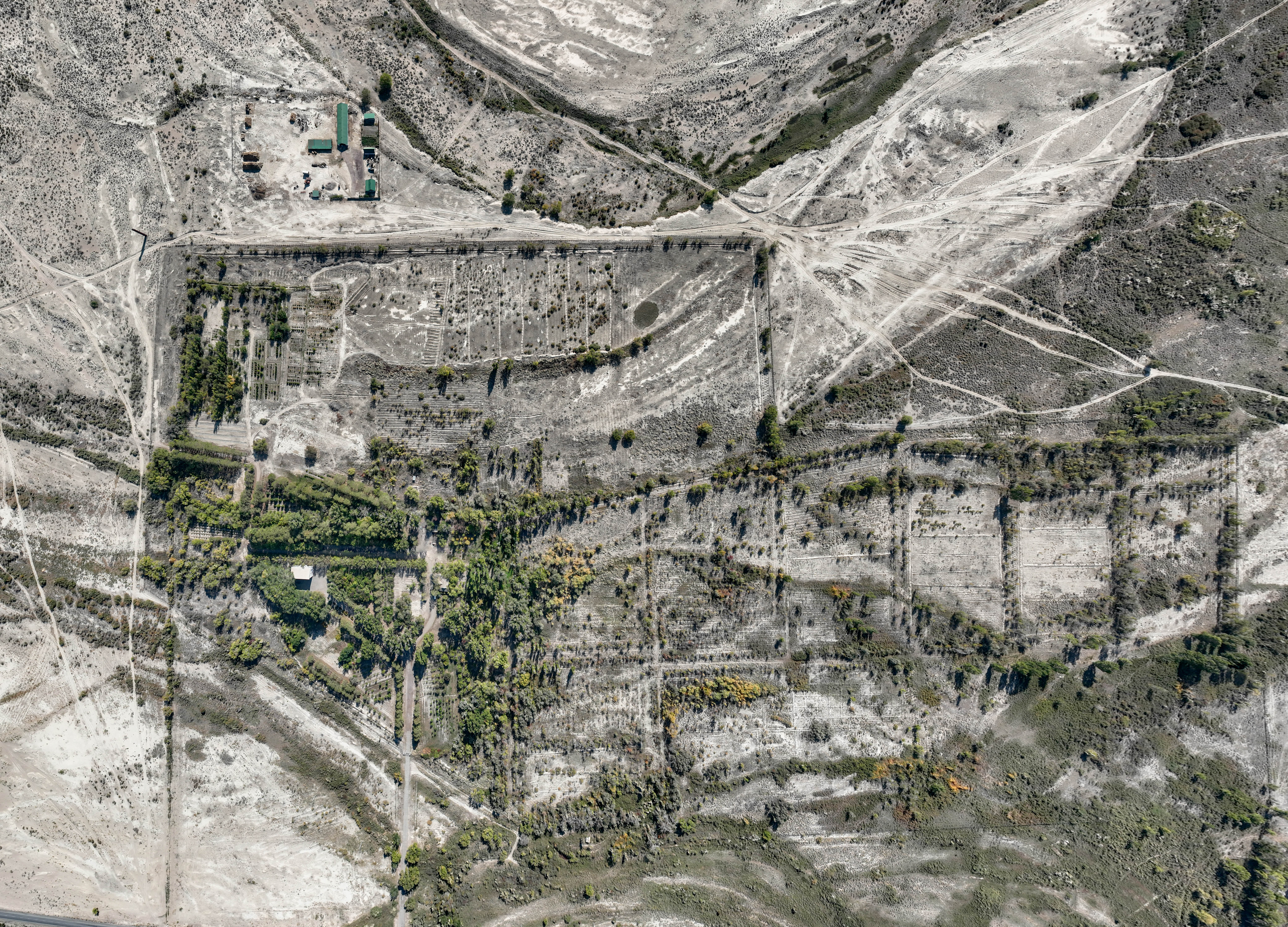
Аэрофотоснимок ботанического сада в 2023 году
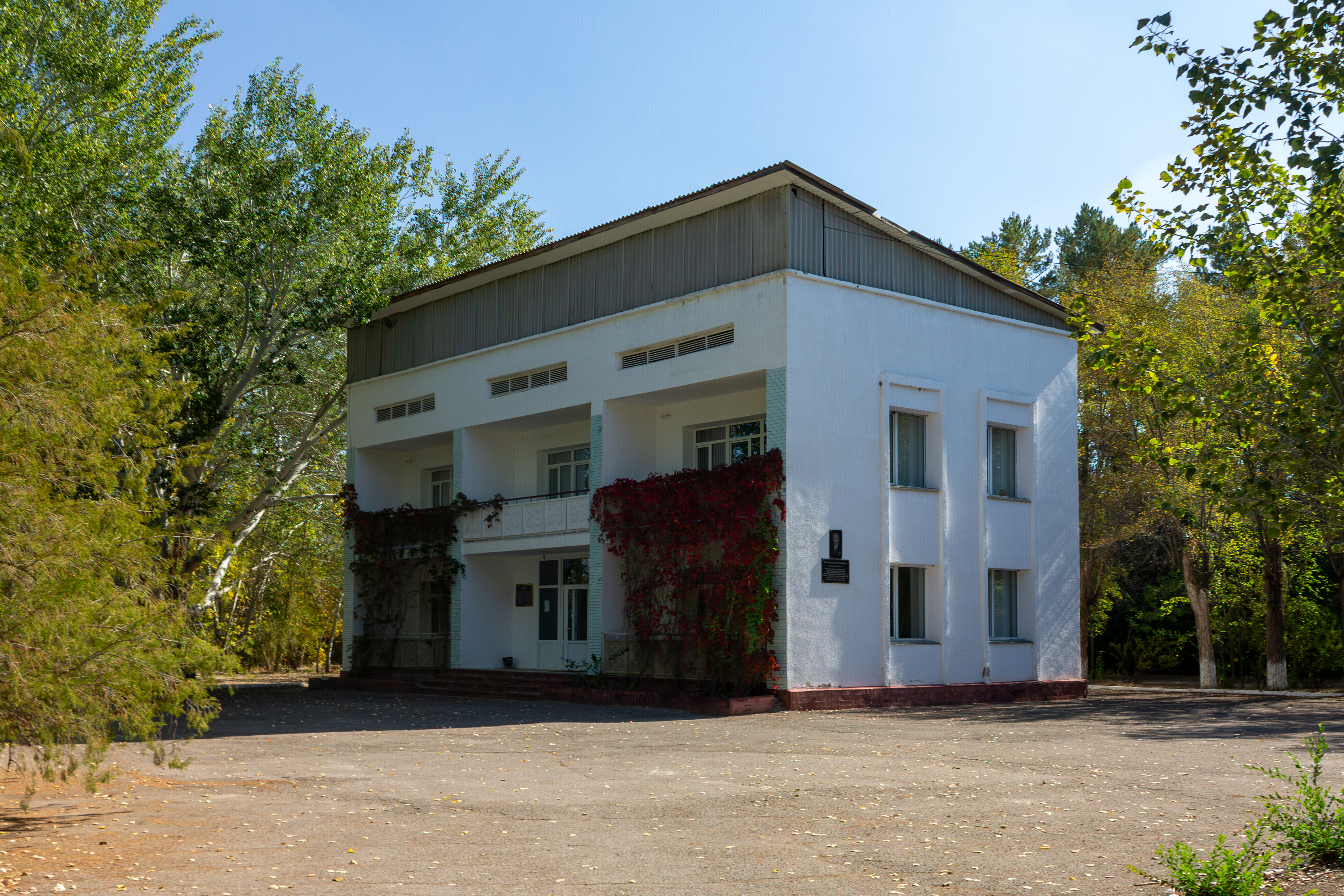
Здание администрации ботанического сада в 2023 году